# Plusia kamtschadala
Plusia kamtschadala är en fjärilsart som beskrevs av Felix Bryk 1948. Plusia kamtschadala ingår i släktet Plusia och familjen nattflyn. Inga underarter finns listade i Catalogue of Life.